# Bakari Battice
Bakari Battice, né le 6 avril 2004, est un footballeur international anguillan évoluant au poste de milieu de terrain.

## Biographie

### En sélection
Le 10 novembre 2019, il figure pour la première fois sur le banc des remplaçants de l'équipe nationale A, mais sans entrer en jeu, lors d'une rencontre amicale face à Trinité-et-Tobago. Son équipe s'incline sur le score fleuve de 15-0. Il reçoit finalement sa première sélection en équipe d'Anguilla le 27 mars 2021, face à la République dominicaine. Ce match perdu 0-6 rentre dans le cadre des éliminatoires du mondial 2022.